# Ramón de Garciasol
Ramón de Garciasol (eigentlich Miguel Alonso Calvo, * 29. September 1913 in Humanes de Mohernando; † 14. Mai 1994 in Madrid) war ein spanischer Schriftsteller, Literaturkritiker und Essayist.
Der aus einer Handwerkerfamilie stammende Calvo erhielt auf Grund seiner hohen Begabung ein Stipendium, das ihm ein Jurastudium am Instituto de Enseñanza Media und dann an der Universidad Central de Madrid ermöglichte, bevor der Ausbruch des Spanischen Bürgerkrieges seine Ausbildung beendete. 1936 erschien sein erster Gedichtband Poemas del tiempo nuevo, dem im Folgejahr Alba de sangre folgte, beide noch unter seinem eigenen Namen veröffentlicht.
In den Folgejahren zählte Calvo vorübergehend zur Juventud Creadora, einer Gruppe junger Dichter unter Leitung von José García Nieto, die sich um die Zeitschrift Garcilaso gruppierte, und der Autoren wie José María Valverde, Rafael Laffón, Pedro de Lorenzo, Jesús Juan Garcés und Jesús Revuelta angehörten. Später wurde er der Gruppe der Generation 1936 zugerechnet wie die Dichter José Luis Cano und Dionisio Ridruejo und die Essayisten José Luis López Aranguren, Pedro Laín Entralgo, Julián Marías und José Manuel Blecua.
Politisch der Linken verbunden, engagierte er sich während des Bürgerkriegs auf Seiten der Republikaner und arbeitete an der Publikation UHP (Uníos Hermanos Proletarios)-Milicias Alcarreñas mit. Am Ende des Krieges wurde er im Konzentrationslager Albatera inhaftiert.
Ab den 1950er Jahren veröffentlichte zahlreiche Gedichtbände unter dem Namen Ramón de Garciasol. Ab den 1970er Jahren erschienen neben zwei Sammlungen von Kurzgeschichten (Correo para la muerte, 1973, und Las horas del amor y otras horas) mehrere autobiographische Schriften, darunter die große Autobiographie Cuadernos de Miguel Alonso (1943-1983), die 1989 in der Zeitschrift Anthropos und 1991 in Buchform veröffentlicht wurde. Außerdem verfasste Garciasol Essays und biographische Schriften u. a. über Miguel de Cervantes, Francisco de Quevedo, Rubén Darío und Miguel de Unamuno.
Für seine Werke wurde Garciasol u. a. mit dem Premio Pedro Henríquez Ureña der Asociación Cultural Iberoamericana (1961), dem Premio Fastenrath der Real Academia Española de la Lengua, dem Premio Álamo de Poesía, dem Preis der Asociación Café Marfil de Elche und dem Premio Rodrigo Caro de Poesía ausgezeichnet. 1990 erhielt er wie Rafael Alberti, José Hierro und Leopoldo de Luis eine Silbermedaille der Universität Turin, wo er ein Seminar über Antonio Machado gehalten hatte. Im gleichen Jahr wurde er auch mit der Goldmedaille von Kastilien-La Mancha ausgezeichnet. 1994 starb Ramón de Garciasol an den Folgen eines schweren Schlaganfalls.

## Werke
- Lyrik
  - Poemas del tiempo nuevo, 1936
  - Alba de sangre, 1937
  - Defensa del hombre, 1950
  - Canciones, 1952
  - Palabras mayores, 1952
  - Tierras de España, 1955
  - Del amor de cada día, 1956
  - La madre, 1958
  - Sangre de par en par, 1960
  - Poemas de andar España, 1962
  - Fuente serena, 1964
  - Herido ver, 1965
  - Antología provisional, 1967
  - Apelación al tiempo, 1968
  - Del amor y del camino, 1970
  - Los que viven por sus manos, 1970
  - A mi son, 1972
  - Atila, 1973
  - Poemas testamentarios, 1973
  - Decido vivir, 1976
  - Libro de Tobía, 1976
  - Mariuca, 1977
  - Memoria amarga de la paz de España, 1978
  - Segunda selección de mis poemas, 1980
  - Escuela de la pobreza, 1981
  - Recado de El Escorial, 1982
  - Poemas alcarreños, 1984
  - Testimonio de la palabra, 1984
  - Notaría del tiempo, 1985
- Epik
  - Correo para la muerte, Kurzgeschichten, 1973
  - Las horas del amor y otras horas, Kurzgeschichten, 1976
  - Diario de un trabajador, Autobiographie, 1983
  - Cuadernos de Miguel Alonso (1943-1983), Autobiographie, 1989, 1991
- Essays und Schriften
  - Vida heroica de Miguel de Cervantes, 1944
  - Una pregunta mal hecha: ¿qué es la poesía?, 1954
  - Cervantes y el hombre actual, 1966
  - Hombres de España: Cervantes, 1968
  - Quevedo, 1976
  - Rubén Darío en sus versos, 1978
  - Unamuno: al hilo de 'Poesías', 1907, 1980
  - Cervantes, 1982
  - Claves de España: Cervantes y el Quijote